# Conus condei
Conus condei é uma espécie de gastrópode do género Conus, pertencente a família dos conídeos. É endémica das águas da ilha do Maio em Cabo Verde.